# Hockey op de Olympische Zomerspelen 2004
Hockey is een van de sporten die beoefend werden tijdens de Olympische Zomerspelen 2004 in Athene. Alle wedstrijden in het olympische hockeytoernooi vonden plaats in het olympisch hockeycentrum van het Helliniko Olympisch Complex. Aan het toernooi deden tien vrouwenteams en twaalf mannenteams mee.

## Heren
De 12 deelnemende teams werden over twee groepen verdeeld, die een halve competitie speelden, de groepwinnaars en de nummers 2 plaatsten zich voor de halve finales, nummers 3 en 4 voor de strijd om de 5de plaats.

(Tijden zijn in MEZT (UTC+2), Athene is UTC+3)

### Voorronde

#### Groep A
| datum       | tijd  | land             | uitslag | land             |
| ----------- | ----- | ---------------- | ------- | ---------------- |
| 15 augustus | 17:00 | Zuid-Korea       | 1 – 1   | Spanje           |
| 15 augustus | 17:30 | Duitsland        | 2 – 1   | Pakistan         |
| 15 augustus | 19:00 | Groot-Brittannië | 3 – 1   | Egypte           |
| 17 augustus | 7:30  | Zuid-Korea       | 3 – 2   | Groot-Brittannië |
| 17 augustus | 17:30 | Egypte           | 0 – 7   | Pakistan         |
| 17 augustus | 19:30 | Spanje           | 1 – 1   | Duitsland        |
| 19 augustus | 9:30  | Pakistan         | 3 – 0   | Zuid-Korea       |
| 19 augustus | 17:00 | Duitsland        | 6 – 1   | Egypte           |
| 19 augustus | 17:30 | Groot-Brittannië | 1 – 5   | Spanje           |
| 21 augustus | 7:30  | Egypte           | 0 – 11  | Zuid-Korea       |
| 21 augustus | 19:00 | Spanje           | 4 – 0   | Pakistan         |
| 21 augustus | 19:30 | Duitsland        | 4 – 1   | Groot-Brittannië |
| 23 augustus | 9:30  | Spanje           | 3 – 0   | Egypte           |
| 23 augustus | 17:00 | Pakistan         | 8 – 2   | Groot-Brittannië |
| 23 augustus | 17:30 | Zuid-Korea       | 2 – 2   | Duitsland        |

| Rang | Land             | Wed | W | G | V | DV | DT |     | Ptn |
| ---- | ---------------- | --- | - | - | - | -- | -- | --- | --- |
| 1    | Spanje           | 5   | 3 | 2 | 0 | 14 | 3  | 11  | 11  |
| 2    | Duitsland        | 5   | 3 | 2 | 0 | 15 | 6  | 9   | 11  |
| 3    | Pakistan         | 5   | 3 | 0 | 2 | 19 | 8  | 11  | 9   |
| 4    | Zuid-Korea       | 5   | 2 | 2 | 1 | 17 | 8  | 9   | 8   |
| 5    | Groot-Brittannië | 5   | 1 | 0 | 4 | 9  | 21 | -12 | 3   |
| 6    | Egypte           | 5   | 0 | 0 | 5 | 2  | 30 | -28 | 0   |

#### Groep B
| datum       | tijd  | land          | uitslag | land          |
| ----------- | ----- | ------------- | ------- | ------------- |
| 15 augustus | 7:30  | Australië     | 4 – 1   | Nieuw-Zeeland |
| 15 augustus | 9:30  | Argentinië    | 1 – 2   | Zuid-Afrika   |
| 15 augustus | 19:30 | Nederland     | 3 – 1   | India         |
| 17 augustus | 9:30  | Argentinië    | 2 – 2   | Australië     |
| 17 augustus | 17:00 | Zuid-Afrika   | 2 – 4   | India         |
| 17 augustus | 19:00 | Nieuw-Zeeland | 3 – 4   | Nederland     |
| 19 augustus | 7:30  | Nederland     | 3 – 2   | Zuid-Afrika   |
| 19 augustus | 19:00 | Nieuw-Zeeland | 3 – 1   | Argentinië    |
| 19 augustus | 19:30 | Australië     | 4 – 3   | India         |
| 21 augustus | 9:30  | India         | 1 – 2   | Nieuw-Zeeland |
| 21 augustus | 17:00 | Zuid-Afrika   | 2 – 3   | Australië     |
| 21 augustus | 17:30 | Argentinië    | 2 – 4   | Nederland     |
| 23 augustus | 7:30  | Nieuw-Zeeland | 4 – 1   | Zuid-Afrika   |
| 23 augustus | 19:00 | India         | 2 – 2   | Argentinië    |
| 23 augustus | 19:30 | Australië     | 1 – 2   | Nederland     |

| Rang | Land          | Wed | W | G | V | DV | DT |    | Ptn |
| ---- | ------------- | --- | - | - | - | -- | -- | -- | --- |
| 1    | Nederland     | 5   | 5 | 0 | 0 | 16 | 9  | 7  | 15  |
| 2    | Australië     | 5   | 3 | 1 | 1 | 14 | 10 | 4  | 10  |
| 3    | Nieuw-Zeeland | 5   | 3 | 0 | 2 | 13 | 11 | 2  | 9   |
| 4    | India         | 5   | 1 | 1 | 3 | 11 | 13 | -2 | 4   |
| 5    | Zuid-Afrika   | 5   | 1 | 0 | 4 | 9  | 15 | -6 | 3   |
| 6    | Argentinië    | 5   | 0 | 2 | 3 | 8  | 13 | -5 | 2   |

### Plaatsingswedstrijden 9e t/m 12e plaats

#### 9e t/m 12e plaats
| datum       | tijd  | land             | uitslag | land       |
| ----------- | ----- | ---------------- | ------- | ---------- |
| 25 augustus | 7:30  | Zuid-Afrika      | 5 – 1   | Egypte     |
| 25 augustus | 10:00 | Groot-Brittannië | 4 – 1   | Argentinië |

#### 11e-12e plaats
| datum       | tijd | land   | uitslag | land       |
| ----------- | ---- | ------ | ------- | ---------- |
| 27 augustus | 8:00 | Egypte | 2 – 4   | Argentinië |

#### 9e-10e plaats
| datum       | tijd  | land        | uitslag | land             |
| ----------- | ----- | ----------- | ------- | ---------------- |
| 27 augustus | 10:30 | Zuid-Afrika | 1 – 1   | Groot-Brittannië |

Groot-Brittannië wint na verlengingen de strafballenserie met 4-3.

### Plaatsingswedstrijden 5e t/m 8e plaats

#### 5e t/m 8e plaats
| datum       | tijd  | land          | uitslag | land       |
| ----------- | ----- | ------------- | ------- | ---------- |
| 25 augustus | 17:00 | Nieuw-Zeeland | 4 – 3   | Zuid-Korea |
| 25 augustus | 19:30 | Pakistan      | 3 – 0   | India      |

#### 7e-8e plaats
| datum       | tijd | land       | uitslag | land  |
| ----------- | ---- | ---------- | ------- | ----- |
| 27 augustus | 7:30 | Zuid-Korea | 2 – 5   | India |

#### 5e-6e plaats
| datum       | tijd  | land          | uitslag | land     |
| ----------- | ----- | ------------- | ------- | -------- |
| 27 augustus | 10:00 | Nieuw-Zeeland | 2 – 4   | Pakistan |

### Halve Finales
| datum       | tijd  | land      | uitslag | land      |
| ----------- | ----- | --------- | ------- | --------- |
| 25 augustus | 17:30 | Nederland | 3 – 2   | Duitsland |
| 25 augustus | 20:00 | Spanje    | 3 – 6   | Australië |

### Bronzen Finale
| datum       | tijd  | land      | uitslag | land   |
| ----------- | ----- | --------- | ------- | ------ |
| 27 augustus | 17:00 | Duitsland | 4 – 3   | Spanje |

### Finale
| datum       | tijd  | land      | uitslag | land      |
| ----------- | ----- | --------- | ------- | --------- |
| 27 augustus | 19:30 | Nederland | 1 – 2   | Australië |

### Eindrangschikking
| rang   | land | sporter(s) |
| ------ | ---- | --- |
| Goud   | AUS  | Jamie Dwyer, Liam De Young, Michael McCann, Troy Elder, Robert Hammond, Nathan Eglington, Mark Knowles, Michael Brennan, Grant Schubert, Bevan George, Mark Hickman, Matthew Wells, Travis Brooks, Brent Livermore, Dean Butler, Stephen Mowlam                               |
| Zilver | NED  | Guus Vogels, Geert-Jan Derikx, Erik Jazet, Rob Derikx, Floris Evers, Sander van der Weide, Taeke Taekema, Marten Eikelboom, Jeroen Delmee, Klaas Veering, Teun de Nooijer, Karel Klaver, Rob Reckers, Matthijs Brouwer, Jesse Mahieu                                          |
| Brons  | GER  | Clemens Arnold, Christian Schulte, Philipp Crone, Eike Duckwitz, Björn Michel, Sascha Reinelt, Christoph Eimer, Björn Emmerling, Sebastian Biederlack, Tibor Weißenborn, Florian Kunz, Timo Weß, Christoph Bechmann, Christopher Zeller, Matthias Witthaus, Justus Scharowsky |
| 4      | ESP  | Bernardino Herrera, Santi Freixa, Kiko Fábregas, Juan Escarré, Alex Fábregas, Pablo Amat, Eduardo Tubau, Eduardo Aguilar, Ramón Alegre, Josep Sánchez, Victor Sojo, Xavier Ribas, Albert Sala, Rodrigo Garza, Javier Bruses, David Alegre                                     |
| 5      | PAK  | Ahmad Alam, Kashif Jawwad, Nadeem Muhammad, Ghazanfar Ali, Adnan Maqsood, Waseem Ahmad, Dilawar Hussain, Rehan Butt, Sohail Abbas, Ali Raza, Shabbir Muhammad, Salman Akbar, Zeeshan Ashraf, Muddasar Ali Khan, Shakeel Abbasi, Tariq Aziz                                    |
| 6      | NZL  | Simon Towns, Mitesh Patel, Kosoof Dave, Darren Smith, Wayne McIndoe, Dion Gosling, Blair Hopping, Dean Couzins, Umesh Parag, Bevan Hari, Paul Woolford, Kyle Pontifex, Philip Burrows, Hayden Shaw, James Nation, Gareth Brooks                                               |
| 7      | IND  | Devesh Chauhan, Dilip Tirkey, Sandeep Singh, Ignace Tirkey, Prabhjot Singh, Deepak Thakur, Dhanraj Pillay, Baljeet Singh, Gagan Ajit Singh, Adrian D'Souza, William Xalco, Viren Rasquinha, Arjun Halappa, Adam Sinclair, Harpal Singh, Vikram Pillay                         |
| 8      | KOR  | Ko Dong-sik, Ji Seong-hwan, Kim Yong-bae, Kang Seong-jung, Yeo Woon-kon, Kim Jung-chul, Song Seung-tae, Lim Jung-woo, Lee Jung-seon, Han Hyung-bae, Kim Jong-min, You Hyo-sik, Jeon Jong-ha, Kim Kyung-seok, Jang Jong-hyun, Seo Jong-ho                                      |
| 9      | GBR  | Simon Mason, Jimi Lewis, Rob Moore, Craig Parnham, Niall Stott, Tom Bertram, Mark Pearn, Jimmy Wallis, Brett Garrard, Ben Hawes, Daniel Hall, Michael Johnson, Guy Fordham, Barry Middleton, Graham Dunlop, Graham Moodie                                                     |
| 10     | RSA  | David Staniforth, Craig Jackson, Craig Fulton, Bruce Jacobs, Gregg Clark, Iain Evans, Emile Smith, Jody Paul, Steven Evans, Eric Rose Innes, Wayne Denne, Chris Hibbert, Jan Symons, Ryan Ravenscroft, Denzil Dolley, Greg Nicoll                                             |
| 11     | ARG  | Pablo Moreira, Juan Pablo Hourquebie, Maximiliano Caldas, Matias Vila, Ezequiel Paulón, Mario Almada, Carlos Retegui, Rodrigo Vila, Tomás MacCormik, Jorge Lombi, Fernando Zylberberg, Germán Orozco, Matias Paredes, Juan Manuel Vivaldi, Lucas Rey, Lucas Camareri          |
| 12     | EGY  | Osama Hassanien, Ahmed Ramadan, Ahmed Mandour, Mohamed Kasbr, Amro Ibrahim, Ahmed Mohamed, Yasser Mohamed, Ahmed Ibrahim, Belal Enaba, Sameh Mohamed, Walid Mohamed, Adnan Ahmed, Amrou Metwalli, Mohamed El Mallah, Mohamed El Sayed, Sayed Hagag                            |

## Dames
De 10 deelnemende teams werden over twee groepen verdeeld, die een halve competitie speelden, de groepwinnaars en de nummers 2 plaatsten zich voor de halve finales, nummers 3 en 4 voor de strijd om de 5de plaats.

### Voorronde

#### Groep A
| datum       | tijd  | land          | uitslag | land          |
| ----------- | ----- | ------------- | ------- | ------------- |
| 14 augustus | 9:30  | China         | 3 – 0   | Japan         |
| 14 augustus | 19:00 | Argentinië    | 4 – 0   | Spanje        |
| 16 augustus | 7:30  | Japan         | 1 – 3   | Argentinië    |
| 16 augustus | 17:00 | Nieuw-Zeeland | 0 – 2   | China         |
| 18 augustus | 7:30  | China         | 3 – 0   | Spanje        |
| 18 augustus | 19:00 | Japan         | 2 – 0   | Nieuw-Zeeland |
| 20 augustus | 9:30  | Nieuw-Zeeland | 0 – 3   | Argentinië    |
| 20 augustus | 19:00 | Spanje        | 1 – 2   | Japan         |
| 22 augustus | 9:30  | Spanje        | 2 – 3   | Nieuw-Zeeland |
| 22 augustus | 17:00 | Argentinië    | 2 – 3   | China         |

| Rang | Land          | Wed | W | G | V | DV | DT |    | Ptn |
| ---- | ------------- | --- | - | - | - | -- | -- | -- | --- |
| 1    | China         | 4   | 4 | 0 | 0 | 11 | 2  | 9  | 12  |
| 2    | Argentinië    | 4   | 3 | 0 | 1 | 12 | 4  | 8  | 9   |
| 3    | Japan         | 4   | 2 | 0 | 2 | 5  | 7  | -2 | 6   |
| 4    | Nieuw-Zeeland | 4   | 1 | 0 | 3 | 3  | 9  | -6 | 3   |
| 5    | Spanje        | 4   | 0 | 0 | 4 | 3  | 12 | -9 | 0   |

#### Groep B
| datum       | tijd  | land        | uitslag | land        |
| ----------- | ----- | ----------- | ------- | ----------- |
| 14 augustus | 7:40  | Nederland   | 6 – 2   | Zuid-Afrika |
| 14 augustus | 17:00 | Australië   | 1 – 2   | Duitsland   |
| 16 augustus | 9:30  | Zuid-Afrika | 0 – 3   | Australië   |
| 16 augustus | 19:00 | Zuid-Korea  | 2 – 3   | Nederland   |
| 18 augustus | 9:30  | Nederland   | 4 – 1   | Duitsland   |
| 18 augustus | 17:00 | Zuid-Afrika | 0 – 3   | Zuid-Korea  |
| 20 augustus | 7:30  | Zuid-Korea  | 2 – 2   | Australië   |
| 20 augustus | 17:00 | Duitsland   | 0 – 3   | Zuid-Afrika |
| 22 augustus | 7:30  | Duitsland   | 3 – 2   | Zuid-Korea  |
| 22 augustus | 19:00 | Australië   | 0 – 1   | Nederland   |

| Rang | Land        | Wed | W | G | V | DV | DT |    | Ptn |
| ---- | ----------- | --- | - | - | - | -- | -- | -- | --- |
| 1    | Nederland   | 4   | 4 | 0 | 0 | 14 | 5  | 9  | 12  |
| 2    | Duitsland   | 4   | 2 | 0 | 2 | 6  | 10 | -4 | 6   |
| 3    | Zuid-Korea  | 4   | 1 | 1 | 2 | 9  | 8  | 1  | 4   |
| 4    | Australië   | 4   | 1 | 1 | 2 | 6  | 5  | 1  | 4   |
| 5    | Zuid-Afrika | 4   | 1 | 0 | 3 | 5  | 12 | -7 | 3   |

### Plaatsingswedstrijden 5e t/m 10e plaats

#### 5e t/m 8e plaats
| datum       | tijd  | land       | uitslag | land          |
| ----------- | ----- | ---------- | ------- | ------------- |
| 24 augustus | 7:30  | Zuid-Korea | 2 – 3   | Nieuw-Zeeland |
| 24 augustus | 10:00 | Japan      | 1 – 3   | Australië     |

#### 9e-10e plaats
| datum       | tijd | land   | uitslag | land        |
| ----------- | ---- | ------ | ------- | ----------- |
| 26 augustus | 8:00 | Spanje | 3 – 4   | Zuid-Afrika |

#### 7e-8e plaats
| datum       | tijd | land       | uitslag | land  |
| ----------- | ---- | ---------- | ------- | ----- |
| 26 augustus | 7:30 | Zuid-Korea | 3 – 1   | Japan |

#### 5e-6e plaats
| datum       | tijd  | land          | uitslag | land      |
| ----------- | ----- | ------------- | ------- | --------- |
| 26 augustus | 10:00 | Nieuw-Zeeland | 0 – 3   | Australië |

### Halve Finales
| datum       | tijd  | land      | uitslag | land       |
| ----------- | ----- | --------- | ------- | ---------- |
| 24 augustus | 17:00 | Nederland | 2 – 2   | Argentinië |
| 24 augustus | 19:30 | China     | 0 – 0   | Duitsland  |

Nederland wint na verlengingen de strafballenserie met 4-2.
Duitsland wint na verlengingen de strafballenserie met 4-3.

### Bronzen Finale
| datum       | tijd  | land       | uitslag | land  |
| ----------- | ----- | ---------- | ------- | ----- |
| 26 augustus | 17:00 | Argentinië | 1 – 0   | China |

### Finale
| datum       | tijd  | land      | uitslag | land      |
| ----------- | ----- | --------- | ------- | --------- |
| 26 augustus | 19:30 | Nederland | 1 – 2   | Duitsland |

### Eindrangschikking
| rang   | land | sporter(s) |
| ------ | ---- | --- |
| Goud   | GER  | Tina Bachmann, Denise Klecker, Mandy Haase, Nadine Ernsting-Krienke, Caroline Casaretto, Natascha Keller, Silke Müller, Marion Rodewald, Heike Lätzsch, Fanny Rinne, Louisa Walter, Anke Kühn, Badri Latif, Julia Zwehl, Sonja Lehmann, Franziska Gude                                      |
| Zilver | NED  | Clarinda Sinnige, Lisanne de Roever, Macha van der Vaart, Fatima Moreira de Melo, Jiske Snoeks, Maartje Scheepstra, Miek van Geenhuizen, Sylvia Karres, Mijntje Donners, Ageeth Boomgaardt, Minke Smabers, Minke Booij, Janneke Schopman, Chantal de Bruijn, Eefke Mulder, Lieve van Kessel |
| Brons  | ARG  | Mariela Antoniska, Magdalena Aicega, Marina di Giacomo, Ayelén Stepnik, Alejandra Gulla, Luciana Aymar, Vanina Oñeto, Agustina García, Mariana González, Maria Margalot, Maria de la Paz Hernández, Cecilia Rognoni, Paola Vukojicic, Mariné Russo, Inés Arrondo, Claudia Burkart           |
| 4      | CHN  | Nie Ya Li, Chen Zhaoxia, Ma Yibo, Cheng Hui, Mai Shaoyan, Huang Junxia, Fu Baorong, Li Shuang, Gao Lihua, Tang Chunling, Zhou Wanfeng, Chen Qunqing, Hou Xiaolan, Zhang Yimeng, Qiu Yingling, Chen Qiuqi                                                                                    |
| 5      | AUS  | Toni Cronk, Louise Dobson, Karen Smith, Peta Gallagher, Bianca Netzler, Emily Halliday, Jessica Arrold, Rachel Imison, Carmel Bakurski, Katie Allen, Angie Skirving, Melanie Twitt, Suzie Faulkner, Julie Towers, Katrina Powell, Nikki Hudson                                              |
| 6      | NZL  | Kayla Sharland, Emily Naylor, Rachel Sutherland, Meredith Orr, Jaimee Provan, Leisen Jobe, Lizzy Igasan, Stacey Carr, Lisa Walton, Suzie Muirhead, Beth Jurgeleit, Helen Clarke, Diana Weavers, Niniwa Roberts-Lang, Rachel Robertson, Tara Drysdale                                        |
| 7      | KOR  | Park Yong-sook, Kim Yun-mi, Lee Jin-hee, Yoo Hee-joo, Kim Jung-a, Lee Seon-ok, Lee Mi-seong, Park Eun-kyung, Oh Ko-woon, Kim Seong-eun, Ko Kwang-min, Park Mi-hyun, Kim Jin-kyoung, Lim Ju-young, Kim Mi-seon, Park Jeong-sook                                                              |
| 8      | JPN  | Rie Terazono, Keiko Miura, Akemi Kato, Yukari Yamamoto, Sachimi Iwao, Chie Kimura, Rika Komazawa, Sakae Morimoto, Kaori Chiba, Naoko Saito, Tomomi Komori, Nami Miyazaki, Akiko Kitada, Rika Ishida, Emi Sakurai, Miyuki Nakagawa                                                           |
| 9      | RSA  | Caroline Birt, Kate Hector, Anli Kotze, Natalie Fulton, Marsha Marescia, Johke Koornhof, Lindsey Carlisle, Kerry Bee, Pietie Coetzee, Jenny Wilson, Fiona Butler, Liesel Dorothy, Tsoanelo Pholo, Sharne Wehmeyer, Susan Webber, Grazjyna Engelbrecht                                       |
| 10     | ESP  | María Rosa, Rocío Ybarra, Barbara Malda, Mónica Rueda, Silvia Bonastre, María del Carmen Martín, Marta Prat, Silvia Muñoz, Luci Lopez, Mar Feito, Maider Tellería, Erdoitza Goikoetxea, Núria Camón, Ana Pérez, Maider Luengo, Esther Termens                                               |

## Medaillespiegel
| Plaats | Land       | NOC    | Goud | Zilver | Brons | Totaal |
| ------ | ---------- | ------ | ---- | ------ | ----- | ------ |
| 1      | Duitsland  | GER    | 1    | 0      | 1     | 2      |
| 2      | Australië  | AUS    | 1    | 0      | 0     | 1      |
| 3      | Nederland  | NED    | 0    | 2      | 0     | 2      |
| 4      | Argentinië | ARG    | 0    | 0      | 1     | 1      |
| Totaal | Totaal     | Totaal | 2    | 2      | 2     | 6      |

Londen 1908 · 
Antwerpen 1920 · 
Amsterdam 1928 · 
Los Angeles 1932 · 
Berlijn 1936 · 
Londen 1948 · 
Helsinki 1952 · 
Melbourne 1956 · 
Rome 1960 · 
Tokio 1964 · 
Mexico-stad 1968 · 
München 1972 · 
Montréal 1976 · 
Moskou 1980 · 
Los Angeles 1984 · 
Seoel 1988 · 
Barcelona 1992 · 
Atlanta 1996 · 
Sydney 2000 · 
Athene 2004 · 
Peking 2008 · 
Londen 2012 · 
Rio de Janeiro 2016 · 
Tokio 2020 · 
Parijs 2024 · 
Los Angeles 2028 
Medaillewinnaars
Atletiek · Badminton · Basketbal · Boksen · Boogschieten · Gewichtheffen · Gymnastiek · Handbal · Hockey · Honkbal · Judo · Kanovaren · Moderne vijfkamp · Paardensport · Roeien · Schermen · Schietsport · Schoonspringen · Softbal · Synchroonzwemmen · Taekwondo · Tafeltennis · Tennis · Triatlon · Voetbal · Volleybal · Waterpolo · Wielersport · Worstelen · Zeilen · Zwemmen